# Tapoeripa (Brokopondo)
Tapoeripa is een dorp in het district Brokopondo in Suriname. Het ligt in het bestuursressort Centrum Brokopondo.
In het dorp bevindt zich de Frans Jozef Pryor School van de Evangelische Broedergemeente Suriname, die bestaat uit een kleuter- en basisschool. Ook heeft het dorp een voetbalteam.
Het dorp is via een transmissielijn aangesloten op elektriciteit die via een generator wordt opgewekt. Sinds 2017 is het dorp aangesloten op het mobiele telefoonnet van Telesur.
In het gebied rond het dorp wordt naar goud gezocht. Hier was het in 2018 onrustig na de ontdekking van een goudmijn.
In 2015 kwam het dorp in het nieuws toen een politieagent werd aangevallen door meerdere mannen, waarbij hij uit zelfverdediging een schot loste. De politieagent moest behandeld worden in het ziekenhuis. In 2018 haalde het dorp het nieuws, toen 18 personen werden opgepakt in verband met verdenking op mensenhandel. Het dorp raakte maanden lang geheel geïsoleerd tijdens de overstromingen van 2022.